# 柏島神社
柏島神社（かしわじまじんじゃ）は、広島県呉市三津口町柏島にある神社。主祭神は大山祇神。

## 概要
瀬戸内海の三津口湾に浮かぶ無人島、柏島に位置する神社。1180年（治承4年）、高倉上皇が厳島神社に参拝の際、大山祗神社から分神して祭ったと伝えられている。
以来、瀬戸内海を航行する船舶の海上安全、漁業繁栄を祈る漁業者の信仰を集めてきた。柏島は無人島であるため、一般にアクセスできる機会は後述する6月の大祭の時期に限られる。

## 大祭
海上交通の安全と豊漁を願って毎年6月の吉日に神事が行われる。明治時代以降、管絃祭として行われるようになり、宮島、大三島と並ぶ瀬戸内三大管絃祭の1つとして数えられるようになった。神社の御神体を神輿に乗せ、境内を練り歩いたのちに御座船に乗せて柏島の周囲を一周する。御座船を見ようとする漁船が周辺の地域から多数集まり賑わう。漁業が衰退とともに祭りに訪れる漁船の数は減少傾向にあるが、1951年（昭和26年）には5万人が来訪した記録が残る。